# Тегг-Флетс (Оклахома)
Тегг-Флетс (англ. Tagg Flats) — переписна місцевість (CDP) в США, в окрузі Делавер штату Оклахома. Населення — 12 осіб (2020).

## Географія
Тегг-Флетс розташований за координатами 36°20′19″ пн. ш. 94°54′13″ зх. д. / 36.33861° пн. ш. 94.90361° зх. д. (36.338723, -94.903645).  За даними Бюро перепису населення США в 2010 році переписна місцевість мала площу 13,00 км², уся площа — суходіл.

## Демографія
Згідно з переписом 2010 року, у переписній місцевості мешкало 13 осіб у 4 домогосподарствах у складі 3 родин. Густота населення становила 1 особа/км².  Було 5 помешкань (0/км²).
Расовий склад населення:
| - 76,9 % — корінних американців - 7,7 % — білих |

До двох чи більше рас належало 15,4 %. Частка іспаномовних становила 0,0 % від усіх жителів.
За віковим діапазоном населення розподілялося таким чином: 46,2 % — особи молодші 18 років, 38,4 % — особи у віці 18—64 років, 15,4 % — особи у віці 65 років та старші. Медіана віку мешканця становила 33,5 року. На 100 осіб жіночої статі у переписній місцевості припадало 160,0 чоловіків;  на 100 жінок у віці від 18 років та старших — 133,3 чоловіків також старших 18 років.
Середній дохід на одне домашнє господарство  становив 58 327 доларів США (медіана — 51 111), а середній дохід на одну сім'ю — 48 273 долари (медіана — 43 611). 
Цивільне працевлаштоване населення становило 42 особи. Основні галузі зайнятості: публічна адміністрація — 21,4 %, фінанси, страхування та нерухомість — 21,4 %, освіта, охорона здоров'я та соціальна допомога — 19,0 %, сільське господарство, лісництво, риболовля — 19,0 %.